# شيماماندا نغوزي أديشي
شيماماندا نغوزي أديشي (بالإنجليزية: Chimamanda Ngozi Adichie) (ولدت في 15 سبتمبر 1977) هي كاتبة نيجيرية. درست سنة ونصف في كلية الطب في جامعة نيجيريا. ثم ذهبت لأمريكا في عام 1996 و هي تبلغ من العمر 19 سنة، لتلتحق بجامعة دريكسل بعد ان حصلت على منحة دراسية فيها. درست علم الاتصال لمدة سنتين ثم درست العلوم السياسية. نشرت شيماماندا العديد من الكتابات ومن أكثر أعمالها نجاحاً هي ثلاث روايات باللغة الإنجليزية.

## حياتها الخاصة وتعليمها
ولدت أديشي في مدينة إنوغو في نيجيريا، وكانت الخامسة بين ستة أطفال في عائلة إغبو مدينة نسوكا الجامعية في ولاية إنوغو. عمل والدها جيمس نووي أديشي أستاذ إحصاء في جامعة نيجيريا. كانت والدتها غريس إفيوما أول امرأة تسجل في الجامعة. خسرت العائلة كل ما تملك تقريبًا في الحرب الأهلية النيجيرية، بما في ذلك جدّيها من أبيها وأمها. تنتمي سلالة عائلتها لقرية آبا في ولاية أنامبرا.
أكملت أديشي دراستها الثانوية في ثانوية جامعة نيجيريا، نسوكا، حيث حصلت على العديد من الجوائز الأكاديمية. درست الطب والصيدلة في جامعة نيجيريا لسنة ونصف. حررت في تلك الفترة مجلة البوصلة، التي يديرها طلاب الطب الكاثوليكيون في الجامعة. غادرت أديشي نيجيريا بعمر 19 عامًا مسافرةً إلى الولايات المتحدة لدراسة علوم السياسة والتواصل في جامعة دريكسل في فيلاديلفيا. انتقلت سريعًا إلى جامعة شرق ولاية كونيتيكت لتكون قريبة من أختها أوشي، التي كانت تمتلك عيادة طبية في كوفنتري، كونيتيكت. حين كانت الروائية تعيش في نيجيريا لم تكن معتادة على تعريفها عن طريق لون بشرتها، وسرعان ما تغير هذا بوصولها إلى الولايات المتحدة للدراسة. كأفريقية سوداء في أمريكا، عرفت أديشي فجأة معنى أن تكون من عرق ملون في الولايات المتحدة. أصبح العرق كفكرة شيئًا عليها استكشافه وتعلمه. كتبت عن هذا في روايتها أميريكاناه. حصلت على درجة البكالوريوس في جامعة شرق ولاية كونيتيكت الشرقية بأعلى امتياز (امتياز سوما كوم لاودي) عام 2001.
في 2003، حصلت على الماجستير في الكتابة الإبداعية في جامعة جونز هوبكينز. في 2008 حصلت على درجة ماجستير في الفنون في الدراسات الأفريقية من جامعة ييل.
كانت أديشي حاصلة على زمالة هودر في جامعة برنستون في السنة الدراسية 2005-2006. في 2008 حصلت على زمالة ماكارثر. نالت أيضًا زمالة عام 2011-2012 من معهد رادكليف للدراسات المتقدمة التابع لجامعة هارفرد.
تقضي أديشي وقتها بين الولايات المتحدة ونيجيريا، حيث تعطي ورشات كتابة. مُنحت عام 2016 درجة شرف: دكتوراه في الأدب الإنساني، وهي درجة شرفية، من كلية هيفرفورد وجامعة إدنبرة. نالت كذلك درجة دكتوراه شرفية عام 2018 في الأدب الإنساني من جامعة أمهيرست. ومُنحت درجة الدكتوراه الشرفية من جامعة فريبورغ في سويسرا عام 2019.
كشفت أديشي في مقابلة لها مع الفايننشال تايمز في يوليو 2016 أن لها ابنة رضيعة. في مقال عن أديشي نشر في ذا نيويوركر في يونيو 2018، كتبت لاريسا ماكفاركوهار: «الرجل الذي انتهت إلى الزواج منه كان مناسبًا بشكل يكاد يكون كوميديًّا: طبيب نيجيري يعمل في أمريكا، والده كان طبيبًا وصديقًا لوالديها». أديشي كاثوليكية وقد ترعرعت كذلك، مع أنها تعتبر آراءها -وخاصة فيما يتعلق بالنسوية- معارضةً أحيانًا لدينها. في مناسبة عام 2017 في جامعة جورجتاون، صرحت بأن الدين «ليس كيانًا صديقًا للمرأة» وأنه «استُخدم لتبرير القمع المبني على أساس فكرة أن النساء لسن بشرًا بنفس القدر». دعت القادة المسيحيين والمسلمين في نيجيريا لنشر رسائل السلام والتآزر في خطبهم.

## محاضراتها
تحدثت شيماماندا عن «خطورة النظرة الأحادية» على منصة تيد في 2009. أصبحت تلك المحاضرة إحدى أكثر 10 محاضرات مشاهدةً من بين محاضرات تيد عبر الزمن بأكثر من 15 مليون مشاهدة. ألقت في 15 مارس 2012 محاضرة «ربط الثقافات» لمؤسسة الكومنولث في مبنى الغيلدهول في لندن. تحدثت شيماماندا أيضًا عن كونها نسويةً في محاضرات تيديكس يوستن في ديسمبر 2012، معنونةً محاضرتها: «علينا أن نكون جميعًا نسويين». افتتحت المحاضرة موضوع نقاش عالمي عن النسوية ونشرت في كتاب عام 2014. أعيد استخدام أجزاء منها أيضًا في أغنية المؤدية الأمريكية بيونسيه «دون عيوب» عام 2013، إذ جلبت مزيدًا من الاهتمام.

## روايات شيماماندا
لشيماماندا ثلاث كتب شهيرة لاقت الكثير من النجاح وأشاد الكثير من القراء بها، كما فازت كتبها بعدة جوائز.
1.	زهرة الكركديه الأرجوانية: أولى روايات شيماماندا. نشرت في سنة 2003. تتحدث الرواية عن قصة فتاة نيجيرية تعيش تحت سلطة أبيها الغني والذي يرسلها لتعيش مع أحد أقاربهم عند اندلاع الحرب في نيجيريا. لتختبر الفتاة لاحقا حياة أخرى وتعرف كيف هو جو الأسرة المحبة وكيف تختلف حياة أقاربها وعلاقتهم الأسرية عما عاشته طيلة حياتها.
2.	نصف شمس صفراء: نشرت هذه الرواية في سنة 2006 و قد مُثِّلَت كفيلم سينمائي لما لاقته من نجاح. تتحدث الرواية عن قصة حب حدثت في نيجيريا في فترة الحرب الأهلية بين شعب الحوصة والايغيو. و ما ترتب عنه من سفك للدماء وخسائر بالغة. و كيف أن شخصيات القصة الرئيسية والذين انتموا لشعب الايغبو اضطروا للهروب للنجاة بأنفسهم حيث أنهم كانو الضحايا حينها. و تربط هنا الكاتبة التاريخ بأحداث روائية، جعل القارئ يندمج بشدة مع الأحداث.
3.	أمريكانا: أحدث أعمال شيماماندا الروائية حتى الآن، حيث نشرت عام 2013. شخصيات الرواية أيضا من نيجيريا، وتدور أحداث الكتاب بين فتاة وفتى اضطرت الفتاة ان تنتقل لأمريكا وتواجه كل الاختلافات بين البلدين. و كيف أن تجربتها هذه سوف تؤثر على سير علاقتهما.

## إصدارات مترجمة للعربية
| الكتاب                                           | المترجم         | التاريخ | ملاحظات                             |
| ------------------------------------------------ | --------------- | ------- | ----------------------------------- |
| زهرة الكركديه الأرجوانية                         | أحمد هريدي      | 2013    |                                     |
| علينا جميعاً أن نصبح نسويين                       | لميس بن حافظ    | 2018    |                                     |
| عزيزتي هاجر، أو مانيفستو نسويّ في خمسة عشر مقترحاً | لميس بن حافظ    | 2018    |                                     |
| أمريكانا                                         | بثينة الإبراهيم | 2019    | [ 36 ]                              |
| نصف شمس صفراء                                    | فاطمة ناعوت     | 2020    | ترجمها أيضاً باسل المسالمة عام 2022. |
| تدوينات عن الحزن                                 | فهد الطاسان     | 2022    | [ 39 ]                              |

## اهتمامات شيماماندا
تعتبر شيماماندا من الكاتبات لمعاصرات المؤثرات. و تظهر أعمالها تأثرها بفترة الحرب في بلادها نيجيريا . كمان أن لها اهتمامات في مجال حقوق النساء، حيث أن لها خطاباً شهيراً ألقته في أحد فعاليات تيد-إكس توك سنة. تحدث فيه عن تجاربها الخاصة التي جعلت منها من أشد مؤيدي الحركة النسوية وكيف أن المرأة تظلم في كثير من المجالات ليس لعدم استطاعتها على الأقدام بالشي، ولكن لأن المجتمع حكم عليها بهذا الشي. وجهة في هذا الخطاب رسالة للأهالي وللفتيات تطلب منهم فيها ألا يجبروا الفتاة على أن ترضى بأن تكبر طموحاتها فقط لكي لا تشعر الرجل بالتهديد، كما أوصتهم بأن يعلموا أبناءهم أيضا أن عليهم احترام المرأة وتقديرها في كل الأحوال. واستخدمت المغنية الشهيرة بيونسيه مقطعا من خطاب شيماماندا في اغنيتها Flawless و التي وجهت فيها بيونسيه رسالة للفتيات بأنهن بلا عيوب.
اهتمت شيماماندا أيضا بمواضيع تخص الجانب الخارجي من الإنسان. فقد تحدثت في كثير من المقابلات عن اللون والشعر و العرق. كيف أننا اليوم لانزال نهتم بهذه الأشياء الخارجية والتي ليس لنا تحكم فيها، وكيف تؤثر على أجيالنا الحالية والمستقبلية. و ركزت شيماماندا في حديثها على البشرة الأفريقية السمراء والسوداء و الشعر الأفريقي المجعد. كيف يضطر الأفريقيون إلى تغيير هيئتهم لإرضاء الآخرين.

## روابط خارجية
- شيماماندا نغوزي أديشي على موقع IMDb (الإنجليزية)
- شيماماندا نغوزي أديشي على موقع الموسوعة البريطانية (الإنجليزية)
- شيماماندا نغوزي أديشي على موقع مونزينجر (الألمانية)
- شيماماندا نغوزي أديشي على موقع ميوزك برينز (الإنجليزية)
- شيماماندا نغوزي أديشي على موقع ديسكوغز (الإنجليزية)
- شيماماندا نغوزي أديشي على موقع قاعدة بيانات الفيلم (الإنجليزية)